# Yacimiento de gas natural South Pars-North Dome
El Yacimiento de gas natural South Pars-North Dome es un yacimiento de gas natural condensado situado en el Golfo Pérsico. Es el yacimiento de gas más grande del mundo, compartido entre Irán y Catar. 
Este campo de gas tiene una superficie de 9.700 kilómetros cuadrados, de los cuales 3.700 kilómetros cuadrados (South Pars) se encuentra en aguas territoriales iraníes y 6000 kilómetros cuadrados (North Dome) se encuentran en aguas territoriales de Catar. 

## Geología del Campo

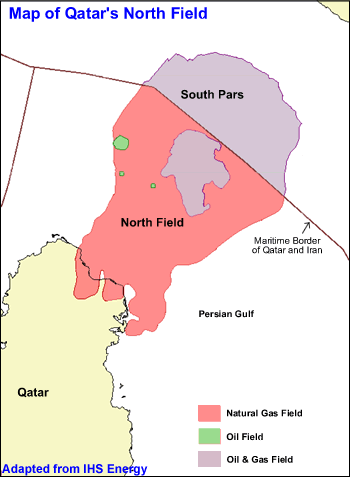

El campo consta de dos formaciones independientes que contienen gas, Kangan (Triásico) y Alto Dalan (Pérmico). Cada formación se divide en dos capas de reservas diferentes, separadas por barreras impermeables. El campo se compone de cuatro capas de reservas independiente K1, K2, K3, y K4.
En el campo, la acumulación de gas se limita principalmente a las unidades estratigráficas del Pérmico-Triásico. Estas unidades conocidas como "Formaciones Kangan–Dalan" constituyen reservorios de gas natural muy extensas en el campo y el área del Golfo Pérsico, que se componen de series de carbonato-evaporíticas También conocidas como la Formación Khuff.
El Pérmico-Triásico temprano se ha dividido en las formaciones Faraghan (Pérmico temprano), Dalan (Pérmico) y Kangan (Triásico temprano).

## Reservas
Según la Agencia Internacional de la Energía (IEA), la estructura combinada es el yacimiento de gas más grande del mundo.
El contenido de hidrocarburos totales se calcula en unos 1.800 tcf ("trillion cubic feet", ×1012 ft3), o 51×1012 m³ de gas y unos 50 mil millones de barriles de condensado. Con un BEP (Barril equivalente de petróleo) de 360 mil millones de barriles de petróleo (310 mil millones de BPE de gas y 50 mil millones de barriles de condensado), el campo es la más grande acumulación de un hidrocarburo convencional del mundo, aún mayor que el campo de petróleo de Ghawar, que contiene 170 mil millones de barriles de petróleo in situ.
Las reservas recuperables de gas del campo son equivalentes a unos 215 mil millones barriles de petróleo, y también tiene cerca de 16 mil millones de barriles de condensado recuperables, correspondientes a alrededor de 230 mil millones de barriles de petróleo equivalente de hidrocarburos recuperables.
El factor de recuperación de gas en el campo es de un 70%, correspondientes a unos 1260×1012 pies cúbicos (36 000 km³) de reservas totales de gas recuperables, que representan alrededor del 19% de las reservas mundiales de gas recuperables.
Las estimaciones para la sección de Irán son 500 tcf (×1012 ft3) (14,2×1012 m³) de gas in situ y alrededor de 360 tcf (×1012 ft3) (10,1×1012 m³) de gas recuperable que representa el 36% del total de las reservas probadas de gas de Irán y el 5,6% de las reservas probadas de gas del mundo.
Las estimaciones para la sección de Catar son 900 tcf (×1012 ft3) (25,5×1012 m³) de gas recuperable, que representa casi el 99% de las reservas totales probadas de gas de Catar y el 14% de las reservas probadas de gas del mundo.

## Otras fuentes
- Qatar: Country Analysis 2007 - Energy Information Administration - (Adobe Acrobat *.PDF document)
- Iran: Country Analysis 2006 - Energy Information Administration - (Adobe Acrobat *.PDF document)
- Northern Qatar Arch Extension - Zagros Fold Belt Province - USGS - (Adobe Acrobat *.PDF document)
- World Energy Outlook 2005 - International Energy Agency - (Adobe Acrobat *.PDF document)
- Annual Report 2005 - Qatar Petroleum - (Adobe Acrobat *.PDF document)

- Datos: Q1513795
- Multimedia: South Pars gas field / Q1513795